# Туолба
Туолба́ или Туо́лба — река в Республике Саха, правый приток Лены.
Длина — 395 км, площадь водосборного бассейна — 15 800 км². Имеет исток на северо-западной оконечности Алданского нагорья; в устье разбивается на рукава.

## Гидрология
Питание смешанное, с преобладанием дождевого. Среднегодовой расход воды — в 43 км выше устья составляет 62,3 м³/сек. С октября по май покрыта льдом.
| Средний расход воды (м³/с) реки Туолба по месяцам с 1936 по 1999 гг. (замеры производились на гидрологическом посту в районе с. Алексеевка, в 43 км от устья) |